# Вестготська правда
Вестготська правда (лат. Lex Visigothorum, Liber Iudiciorum) — правовий кодекс вестготів, пам'ятник історії права, в основі якого відображено традицію римського права посткласичного періоду.

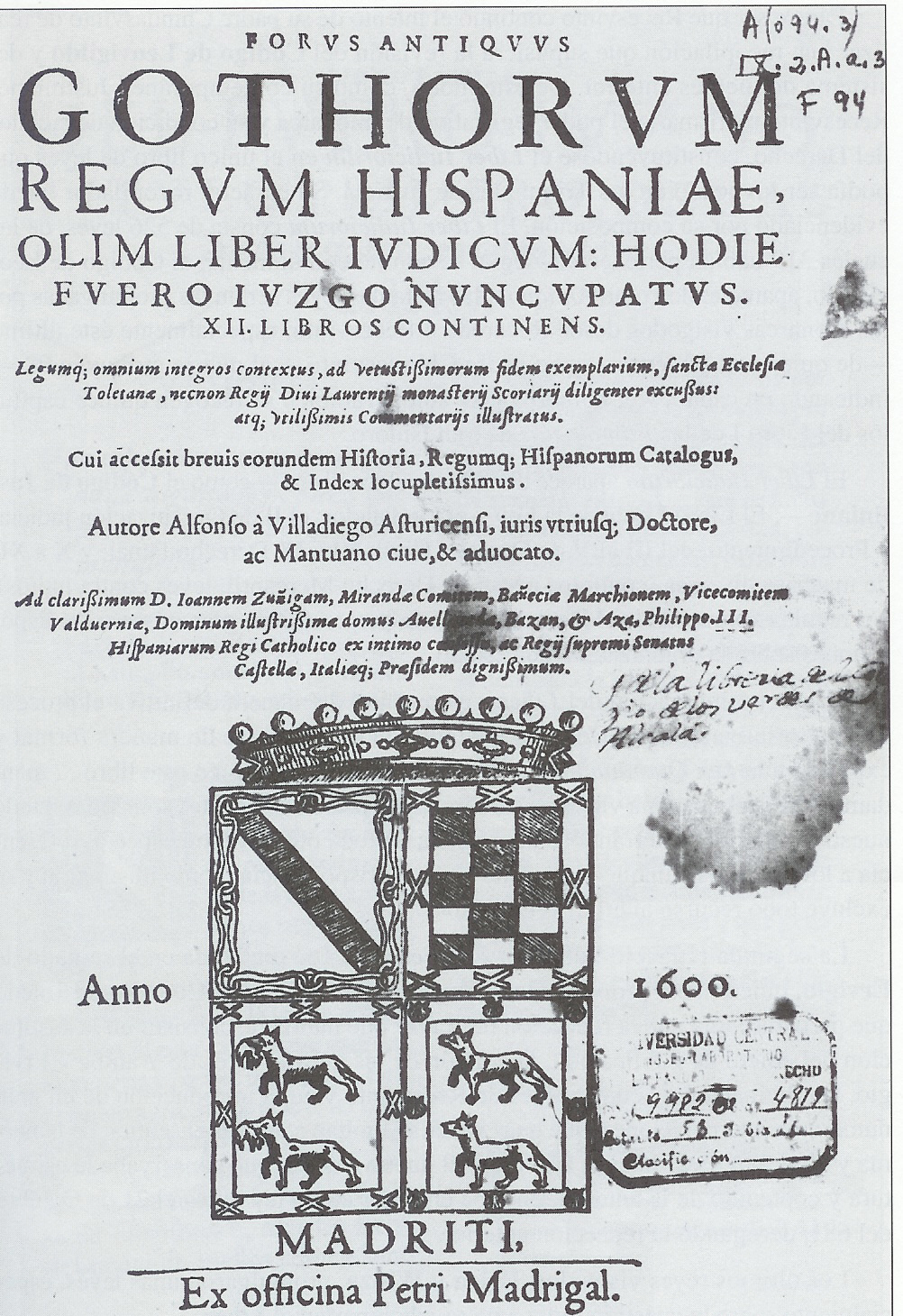
Видання 1600 року

Вестготський правовий кодекс зберігся в двох основних версіях: Рецесвінта (653—654 рр.) і Ервіга (680-ті рр.). У науці за основну, як правило, береться друга версія. Як діюче законодавство вона була поширена на всій території Вестготського королівства, тобто на території Піренейського півострова і на землях сучасної південно-західної Франції.

## Причини кодифікації законів
Протягом довгого часу на сході Піренеїв існував візантійський анклав (аж до 625 р.), який виник за часів експансії Юстиніана І. Весь цей час він залишався інструментом впливу Візантії на Вестготське королівство. Королівська влада, яка почала формуватись прагнула утвердити свою особливу легітимність. Не можна не згадати, що сама ідея кодифікувати королівські закони, виникла по аналогії з добре відомим у Вестготському королівстві «Кодексі Феодосія», але структура «Вестготської правди» включала в себе не 16 книг (як в кодексі 438 р.), а 12 як в «Кодексі Юстиніана». Це підкреслювало антивізантійський характер кодифікації Рецесвінта та Ервігія, прагнення вестготських правителів відчувати себе не гіршими візантійських імператорів.

## Значення
Навіть після розгрому мусульманами Вестготського королівства (711—713 рр.), кодекс не втратив свого значення. Він продовжував залишатися одним із джерелом права для іспанських християн. Крім того в 1241 р. виникла кастильська версія «Вестготської правди» — «Фуеро Хузго» (ісп. Fuero Juzgo), яку використовували аж до 1778 р. Таким чином, «Вестготська правда» протягом тривалого часу впливала на законодавство сучасної південної Європи (головним чином на Іспанію).